# مارسيلو لويس دي ألميدا كارمو
مارسيلو لويس دي ألميدا كارمو (بالبرتغالية: Marcelo Luis de Almeida Carmo‏) هو لاعب كرة قدم برازيلي، ولد في 16 فبراير 1983 في جويز دي فورا في البرازيل. لعب مع أتلتيكو مينيرو وباوليستا ونادي بوا إيسبورت ونادي سيارا ونادي فلامنغو.